# Loi de Koide

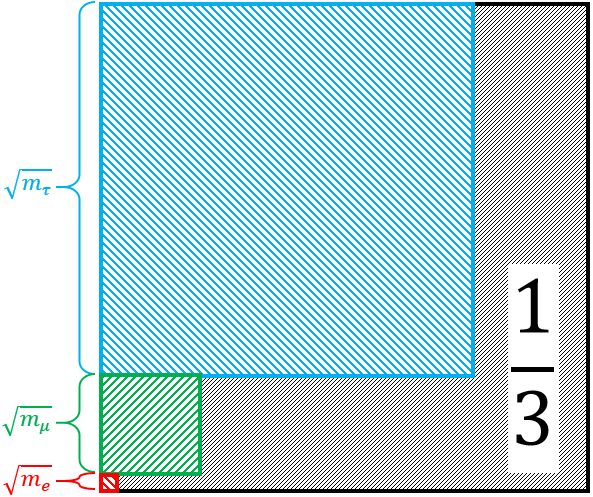
Représentation géométrique de la formule de Koide (les masses ne sont pas à l'échelle !).

En physique des particules, la loi de Koide est une expression inexpliquée trouvée par Yoshio Koide (en) en 1981. Elle établit une relation si précise entre la masse des trois leptons chargés qu'elle a permis de prédire la masse du lepton tau.

## La loi
La loi de Koide s'exprime ainsi :
{\displaystyle Q={\frac {m_{\mathrm {e} }+m_{\mu }+m_{\tau }}{({\sqrt {m_{\mathrm {e} }}}+{\sqrt {m_{\mu }}}+{\sqrt {m_{\tau }}})^{2}}}\approx {\frac {2}{3}}}
où {\displaystyle m_{\mathrm {e} }}, {\displaystyle m_{\mu }} et {\displaystyle m_{\tau }} désignent les masses de l'électron, du muon et du tauon, respectivement.
Il est manifeste que 1⁄3 < Q < 1 : la limite supérieure provient de la limite des racines carrées qui ne peuvent être négatives, et Robert Foot a fait remarquer que  {\displaystyle {\frac {1}{3Q}}} peut être interprété comme le cosinus carré de l'angle entre le vecteur {\displaystyle ({\sqrt {m_{e}}},{\sqrt {m_{\mu }}},{\sqrt {m_{\tau }}})} et le vecteur {\displaystyle (1,1,1)}, et donc que {\displaystyle {\frac {1}{3Q}}\leq 1}.
La mesure des masses des trois leptons chargés a donné les valeurs me = 0,510 998 910 ± (13) MeV/c2, mμ = 105,658 367 ± (4) MeV/c2, et mτ = 1 776,84 ± (17) MeV/c2, où les décimales entre parenthèses définissent l'incertitude sur les derniers chiffres. L'application de la formule permet d'obtenir Q = 0,666 659 ± (10). Non seulement il apparaît qu'à partir de trois nombres pris apparemment au hasard, on obtient une fraction simple mais de plus le résultat se situe exactement à la moitié des extrêmes 1⁄3 et 1.
Cela n'a jamais été expliqué ni compris. Toutefois une publication dans Journal of Physical Mathematics de mai 2016 tente de proposer une explication et affirme améliorer d'un facteur 100 la précision de la loi de Koide. Ce qui permet d'améliorer la précision est de considérer le tauon et le muon comme étant composés de paires électron-positrons de création locale et donc instables. La composition est en deux parties :
- une partie neutre faite de 103 paires nues (masse M, sans particules virtuelles) sous forme de couches sphériques empilées, formant un seul groupe oscillant sur un seul axe L ;
- un électron (ou positron) célibataire et confiné.

Le modèle propose que la masse M, indissociable de son axe L, forme un couple ML, indissociable. Ainsi la mutation en neutrino se traduit par l'expression classique de la force faible (boson de jauge W) d'un électron et d'un neutrino sans masse. L'article propose d'expliquer l'absence de masse des neutrinos par la division du groupe unique en deux sous-groupes, oscillants sur deux axes opposés (L+ et L–). Ainsi le caractère scalaire des masses disparaît dans la somme algébrique des deux couples opposés et indissociables : ML+ + ML– = 0.